# Pato Futsal
Il Pato Futsal è una squadra brasiliana di calcio a 5 con sede a Pato Branco.

## Storia
La squadra fu istituita nel 2010 dal Centro Integrado Para o Desenvolvimento do Esporte Amador, di cui fa parte tuttora, in seguito allo scioglimento del Clube Atlético Pato Branquense. Come nome commerciale, il direttivo optò per "Pato Futsal" per sottolineare il legame con la città di Pato Branco, dove opera.

## Palmarès

### Competizioni nazionali
- Liga Nacional de Futsal: 2

2018, 2019
- Taça Brasil: 1

2018